# Gesundheitswesen in Sachsen

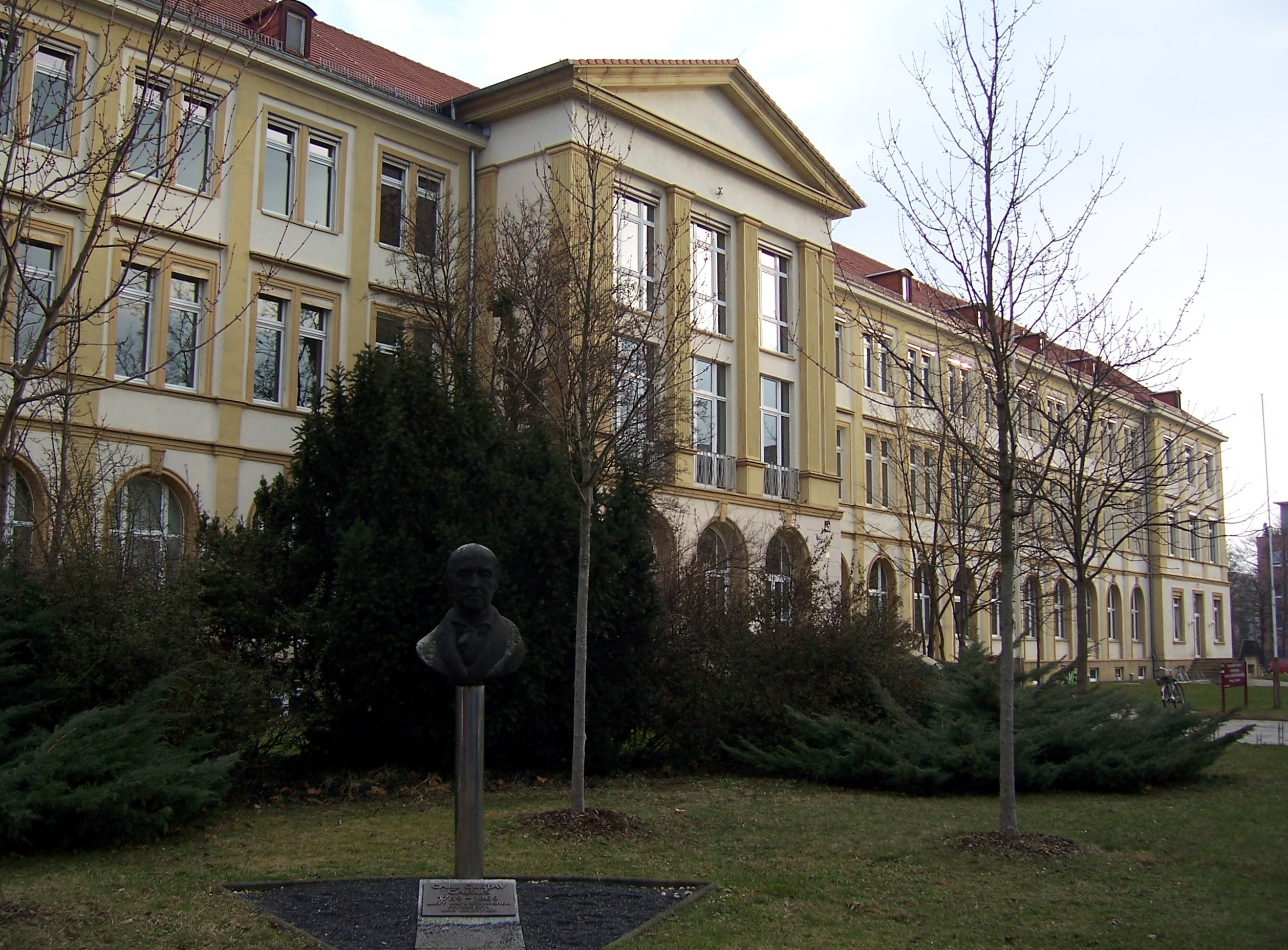
Hauptgebäude des Dresdner Universitätsklinikums

Das Gesundheitswesen in Sachsen umfasst die gesamte Gesundheitsversorgung im Freistaat Sachsen.

## Krankenhäuser

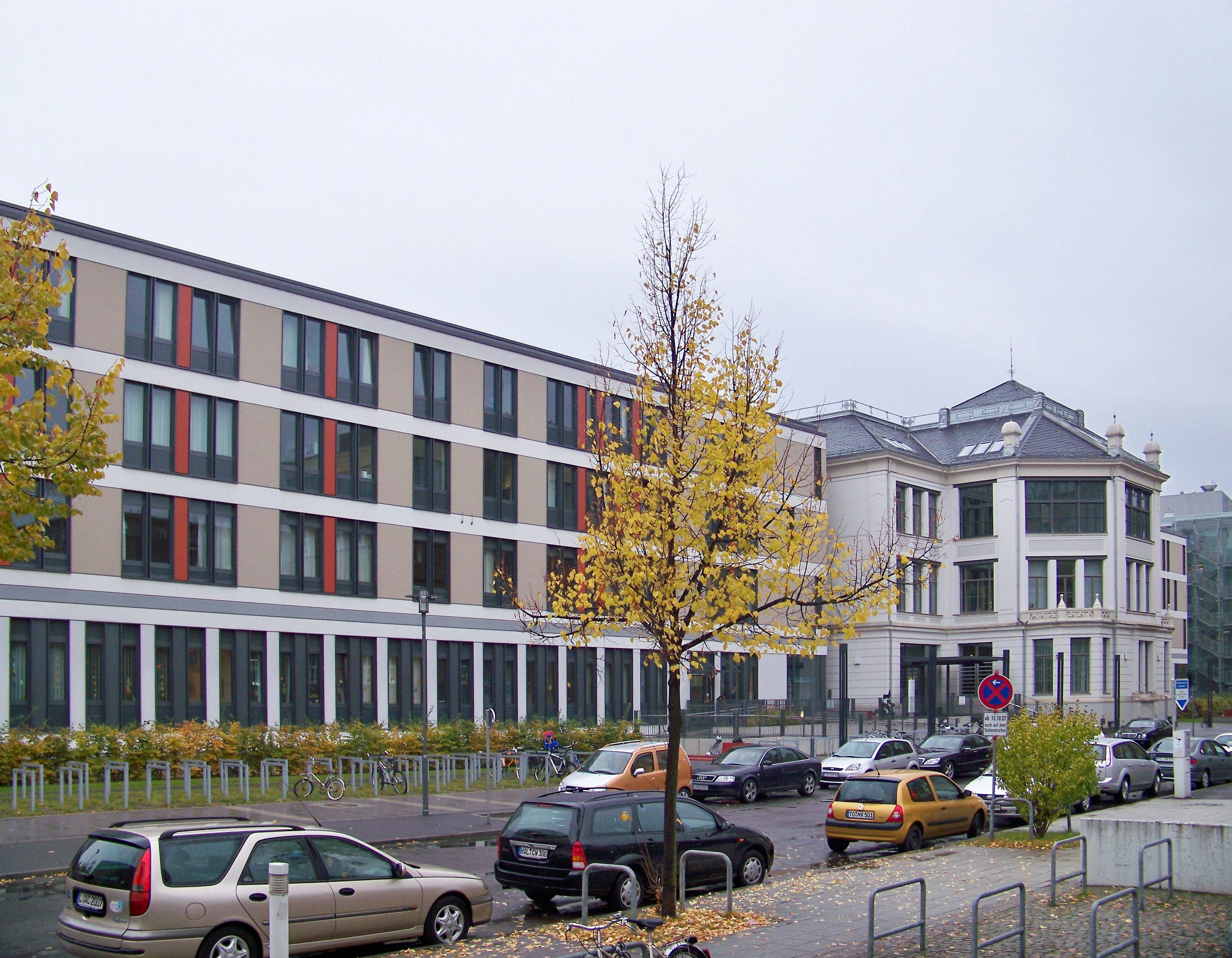
Zentrum für Frauen- und Kindermedizin des Universitätsklinikums Leipzig

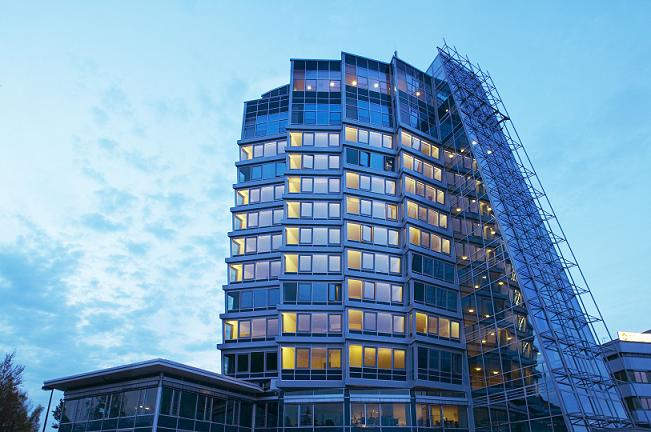
Klinikum Chemnitz

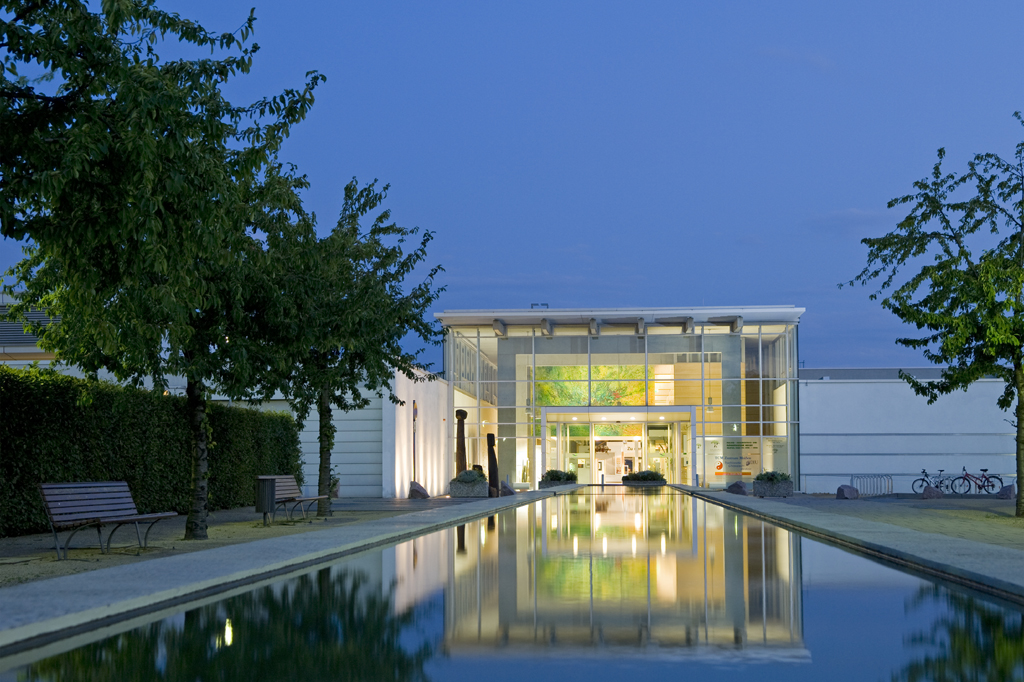
Elblandklinikum Meißen

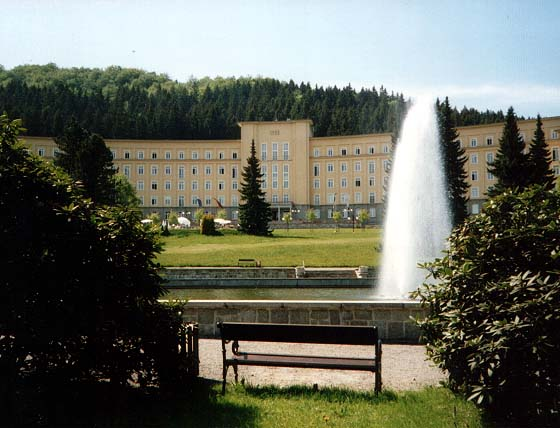
Denkmalgeschützter Bau der Kliniken Erlabrunn

In Sachsen gibt es 79 Krankenhäuser mit ca. 25.400 Krankenhausbetten. Mit etwa 45.000 Mitarbeitern sind die Krankenhäuser einer der bedeutendsten Arbeitgeber im Freistaat. Jährlich werden ca. 945.000 Patienten stationär behandelt. Unter den Einrichtungen sind das Universitätsklinikum Carl Gustav Carus Dresden, das Universitätsklinikum Leipzig (beide Anstalten des öffentlichen Rechts) und das kommunale Klinikum Chemnitz als Maximalversorger sowie neun Schwerpunktversorger, die kommunalen Häuser in Dresden (Friedrichstadt), Görlitz, Leipzig und Zwickau, die teilprivatisierten in Freiberg und Hoyerswerda (beide Sana) sowie die beiden Helios Kliniken in Aue und Plauen. 
Zusätzlich existieren noch 17 Spezialkliniken: die beiden Herzzentren in Dresden und Leipzig, elf Psychiatrische/Neurologische Kliniken, ein Zentrum für Pneumologie, Allergologie, Beatmungsmedizin und Thorax- und Gefäßchirurgie sowie drei Orthopädische Zentren.
Einige der Kliniken sind zertifizierte Krebszentren, wobei das Universitätsklinikum Carl Gustav Carus Dresden als BMBF-gefördertes Zentrum besonders heraussticht. Insgesamt gibt es in Sachsen 21 Brust-, zwölf Darmkrebs-, drei Hautkrebs- und fünf Prostatakrebszentren. Weiterhin gibt es 18 Schlaganfallzentren.
Die Krankenhäuser wurden nach 1989 generalsaniert, geschlossen, anderweitig genutzt oder durch Neubauten ersetzt. „Die wirtschaftliche Lage der Krankenhäuser im Jahr 2009 ist in Sachsen-Anhalt/Thüringen und Sachsen am besten“, so im Krankenhaus Rating Report 2011 des RWI. 
Ziel der Staatsregierung ist eine Drittelung der Eigentümer bei Krankenhäusern.
Übernommene Krankenhäuser sind jetzt größtenteils in Händen freigemeinnütziger und privater Träger. 
Das weltgrößte Herzzentrum, das Herzzentrum Leipzig (zur Uniklinik Leipzig gehörend, seit 1994 privat unter Rhön-Klinikum AG und seit 2014 zu den Helios gehörend) und das Herzzentrum Dresden (zur Uniklinik Dresden gehörend, seit 2002 unter Sana AG) waren privatisiert, bevor mit Gießen/Marburg eine komplette Uniklinik (2006 unter Rhön-Klinikum AG) privatisiert wurde. 
Das größte kommunale Krankenhaus Ostdeutschlands ist das Klinikum Chemnitz, gleichzeitig hat es die größte Bettenzahl in Sachsen und ist der zweitgrößte Arbeitgeber des ehemaligen Direktionsbezirkes.
Im Süden Sachsens gibt es mehrere ehemalige Wismut-Krankenhäuser und -Rehakliniken, die in den 50er Jahren wesentlich besser ausgestattet waren als die medizinischen Einrichtungen in der übrigen DDR. Zu ihnen zählt das Krankenhaus in Erlabrunn, der erste Krankenhaus-Neubau in der DDR.
Im Jahr 2010 wählte der Freistaat drei Modellregionen für die geriatrische Versorgung in Sachsen aus, und zwar das vom Klinikum Chemnitz koordinierte Geriatrienetzwerk Chemnitz, das Versorgungsnetzwerk Gerinet Leipzig-Süd (Helios-Kliniken Leipziger Land) und das Netzwerk Geriatrie Ostsachsen (Städtisches Klinikum Görlitz und geriatrische Rehabilitationsklinik Radeburg).
Die Gesundheitsregion Carus Consilium Sachsen (CCS) entstand aus einer Bewerbung für einen BMBF-Wettbewerb und fasst Partner aus Forschung, Krankenversorgung, Gesundheitsversorgung, Patientenvertretung sowie Wirtschaft und Politik aus der Dresdner Region und Ostsachsen zusammen. Der Gegenspieler in der Leipziger Region ist der Verein zur Förderung der Gesundheitswirtschaft in der Region Leipzig e. V. (VFG). 2014 gründete sich der übergreifende Verein Health Saxony e. V.

## Rehabilitationskliniken

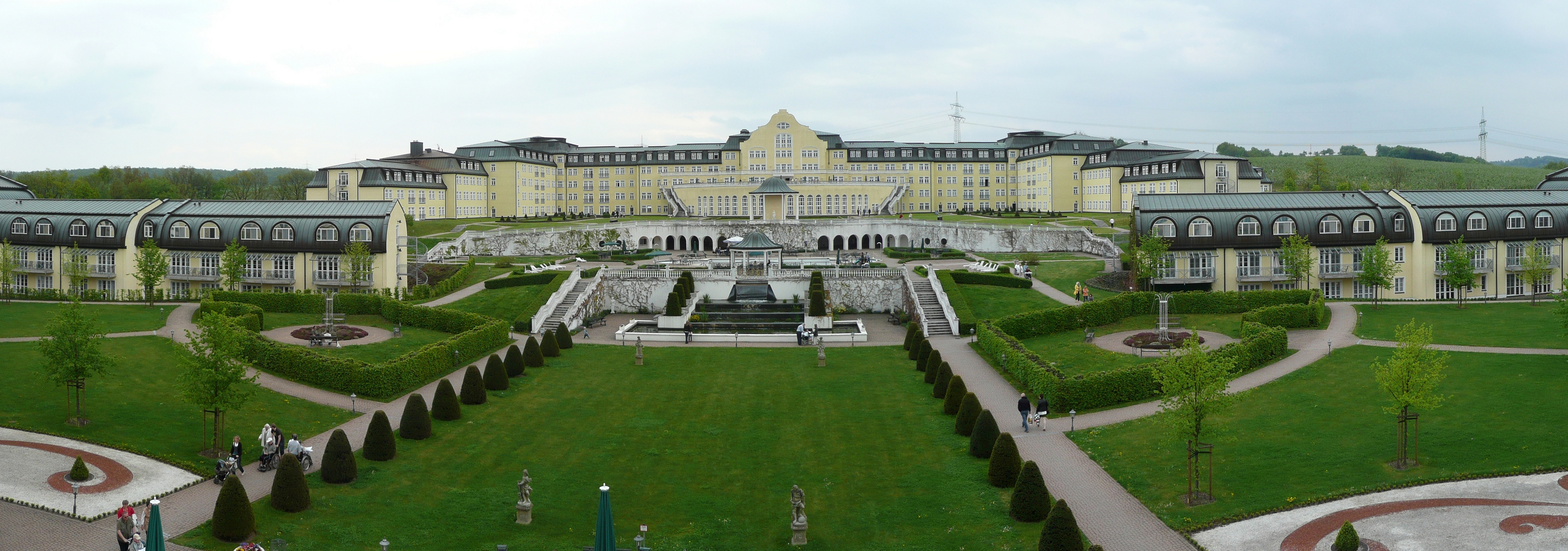
Bavaria-Klinik in Kreischa

Sachsens Vorsorge- oder Rehabilitationseinrichtungen haben knapp 9000 Betten. Die Leipziger Median-Klinik (vormals Medica-Klinik) für ambulante Rehabilitation und Sportmedizin ist eine der größten Einrichtungen für ambulante Reha in Deutschland, die Klinik Bavaria in Kreischa ist dagegen in Deutschland mit über 1000 Betten eine der größten stationären Rehaeinrichtungen. Die meisten Rehabilitationskliniken liegen in der Nähe der tschechischen Grenze. Die Rehaeinrichtungen befinden sich in Altenberg, Bad Brambach, Bad Düben, Bad Elster (sechs Einrichtungen), Bad Gottleuba, Bad Lausick (zwei Einrichtungen), Bad Schandau (zwei Einrichtungen), Bennewitz, Berggießhübel, Brandis, Chemnitz, Coswig, Großenhain, Grünhain-Beierfeld, Hetzdorf, Kreischa (zwei Einrichtungen), Kurort Gohrisch, Kurort Jonsdorf,  Leipzig, Löbau, Naunhof, Pulsnitz (zwei Einrichtungen), Rothenburg,  Schmannewitz (zwei Einrichtungen), Thermalbad Wiesenbad, Weinböhla, Werdau, Wolkenstein und Zwenkau. Einige der Einrichtungen haben auch Betten für akut zu behandelnde Patienten.

## Ambulante Versorgung
Im Freistaat kümmern sich 25 Apotheken um die Versorgung von 100.000 Einwohnern, das entspricht in etwa dem Bundesdurchschnitt.
In Sachsen gibt es relativ wenige Ärzte (350 auf 100.000 Einwohner, Bundesdurchschnitt: 370), aber viele Zahnärzte (90 auf 100.000 Einwohner, Bund: 80).
In Sachsen gibt es viele MVZ, besonders hoch ist die Zahl der MVZ in Krankenhausträgerschaft: Mit Stand vom Dezember 2015 sind auf Bundesebene 40 % in der Hand von Krankenhäusern, in Sachsen 56 %.

## Pharmaindustrie, Medizintechnik und IT-Dienstleister

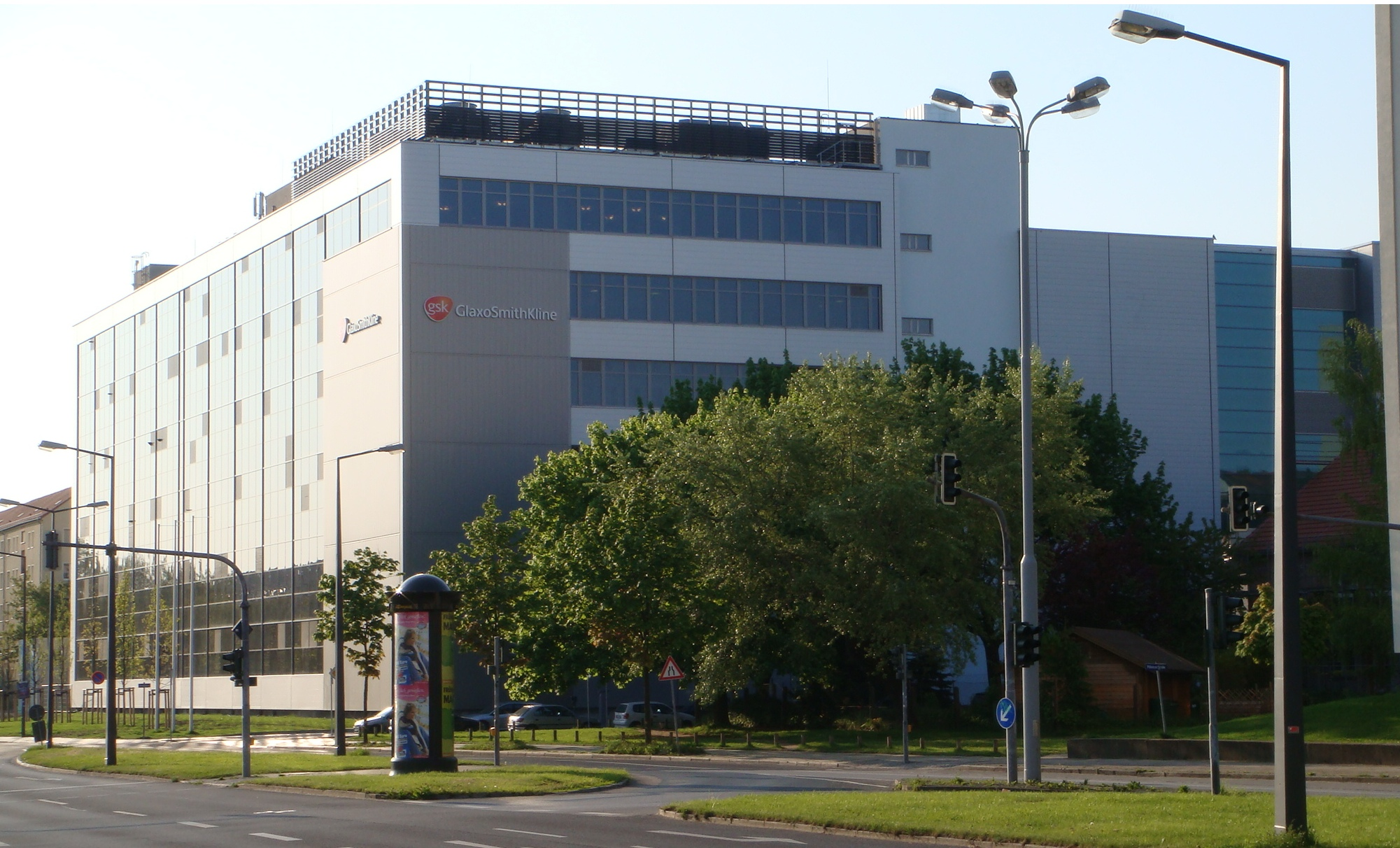
GSK Biologicals Dresden

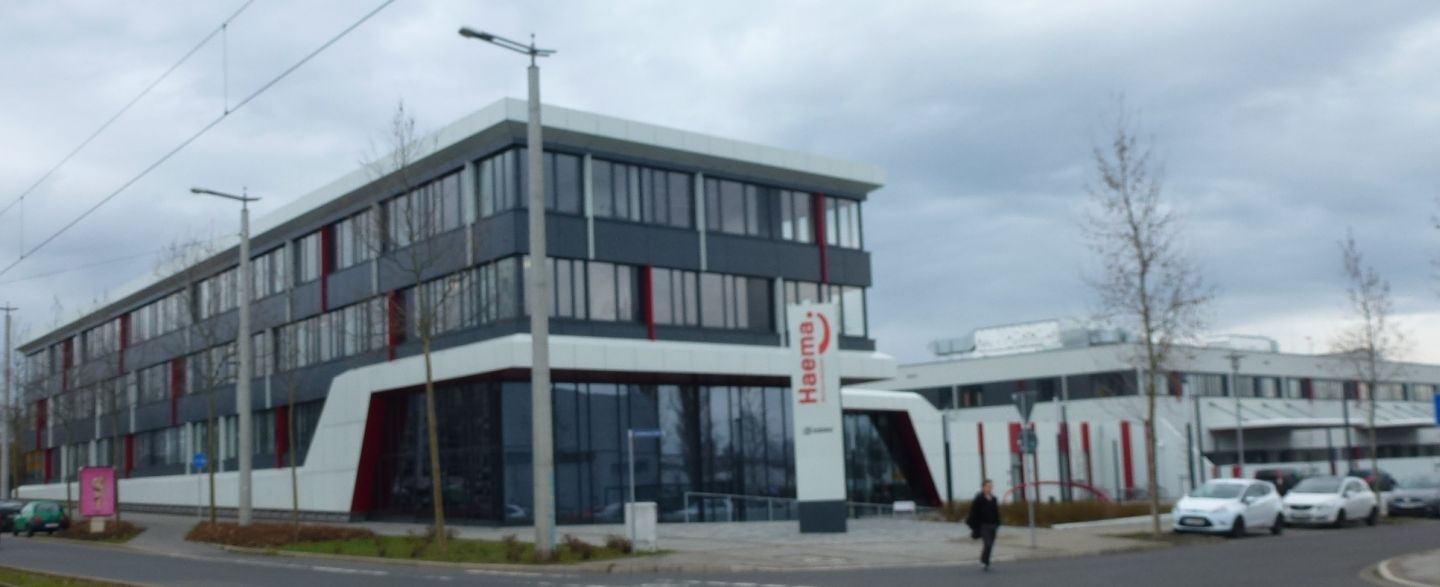
Haema-Zentrale in Leipzig

Wichtige Unternehmen der Pharmaindustrie sind Vita 34 in Leipzig, Leipziger Arzneimittelwerk, Apogepha Arzneimittelwerke GmbH in Dresden, Linde-KCA-Dresden GmbH und die GlaxoSmithKline GmbH (früher: Sächsisches Serumwerk Dresden), Aesica (ehem. Schwarz-Pharma) Zwickau. 
In Sachsen befinden sich ca. 90 Unternehmen zur Medizintechnik (2.500 in Deutschland), die sich mit der Produktion und dem Vertrieb von Medizintechnik befassen. Die Betriebe sind meist Klein- und Kleinstbetriebe. Bedeutende Firmen der Medizintechnik sind Alpha Plan GmbH in Radeberg, BFMC Biofeedback Motor Control GmbH in Leipzig, dantschke Medizintechnik GmbH & Co. KG in Markkleeberg, Megadenta Dentalprodukte GmbH in Radeberg, Cortex Biophysik GmbH in Leipzig, VacuTec Meßtechnik GmbH in Dresden, TMS Telemedizinische Systeme GmbH in Chemnitz, S-CAPE Computertechnologie GmbH in Reichenbach, SIGMA Medizin-Technik GmbH in Gelenau und Partec GmbH in Görlitz. Die Haema AG Blutspendedienst, der größte unabhängige Blutspendedienst Deutschlands, hat seinen Sitz in Leipzig.
Zwei der wichtigsten Dienstleister zur Archivierung von Patientendaten befinden sich in Sachsen: Die DAVASO GmbH in Leipzig hat die Krankenversicherungen als Zielgruppe, während die DMI Archivorganisation GmbH & Co. KG in Leisnig Krankenhäuser bedient.

## Forschung

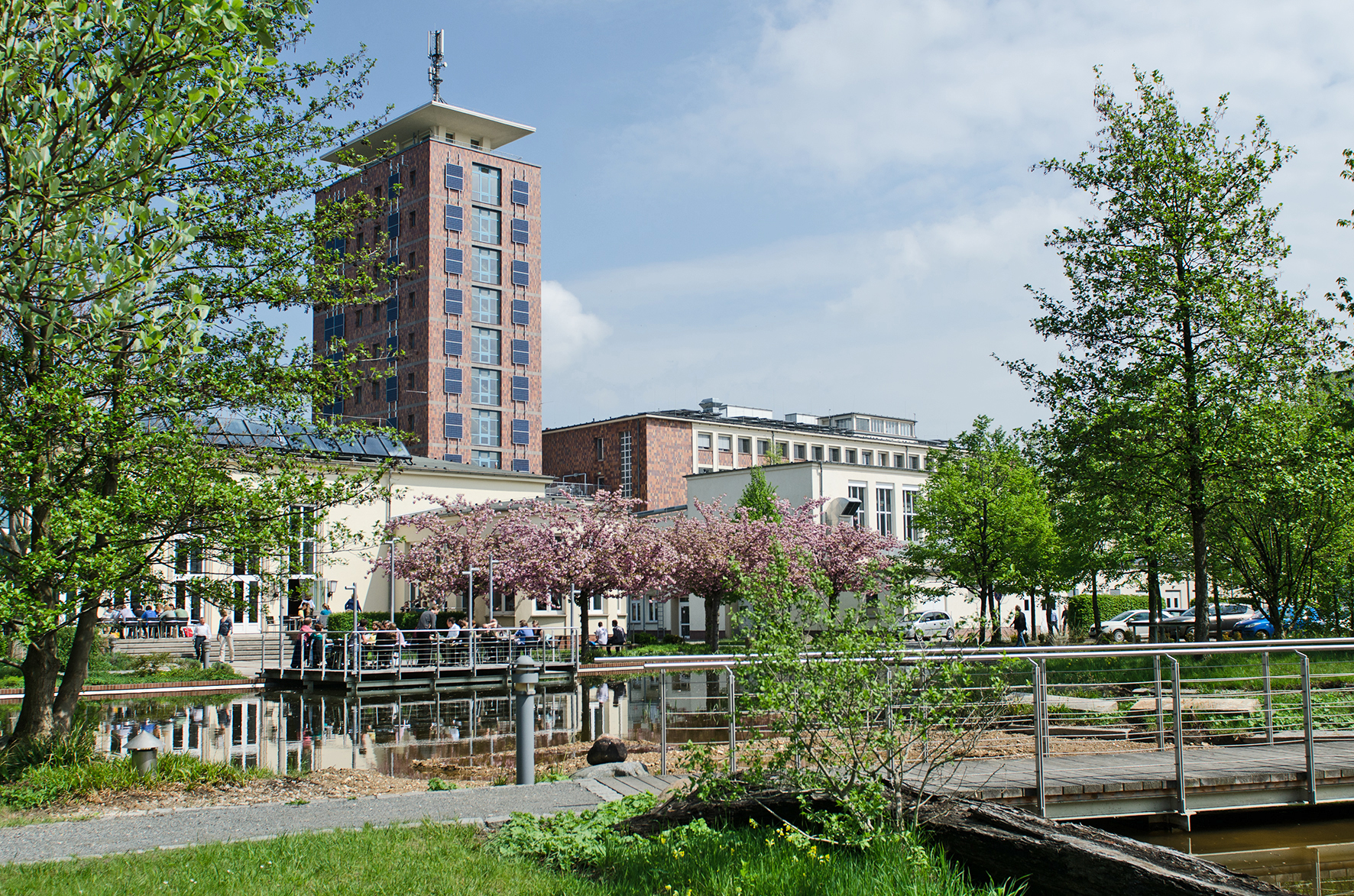
Helmholtz-Zentrum für Umweltforschung Leipzig

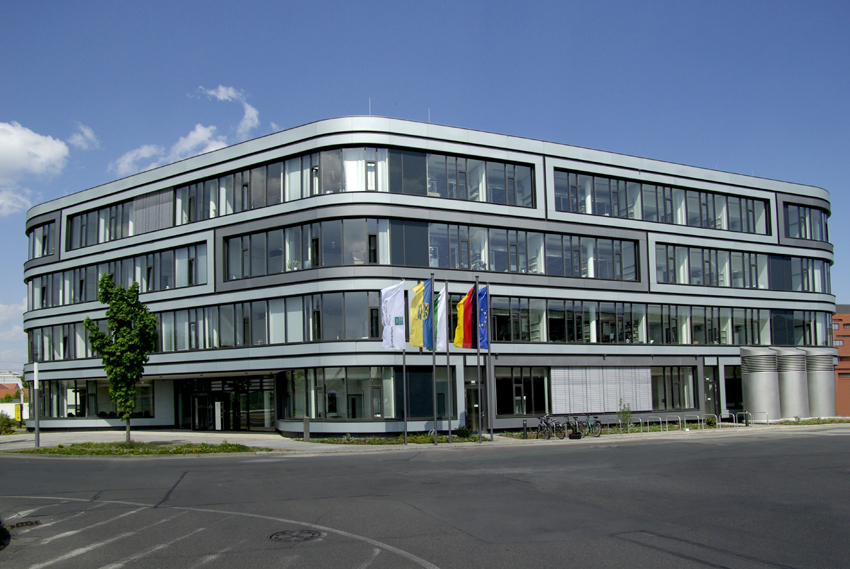
Fraunhofer-Institut für Zelltherapie und Immunologie Leipzig

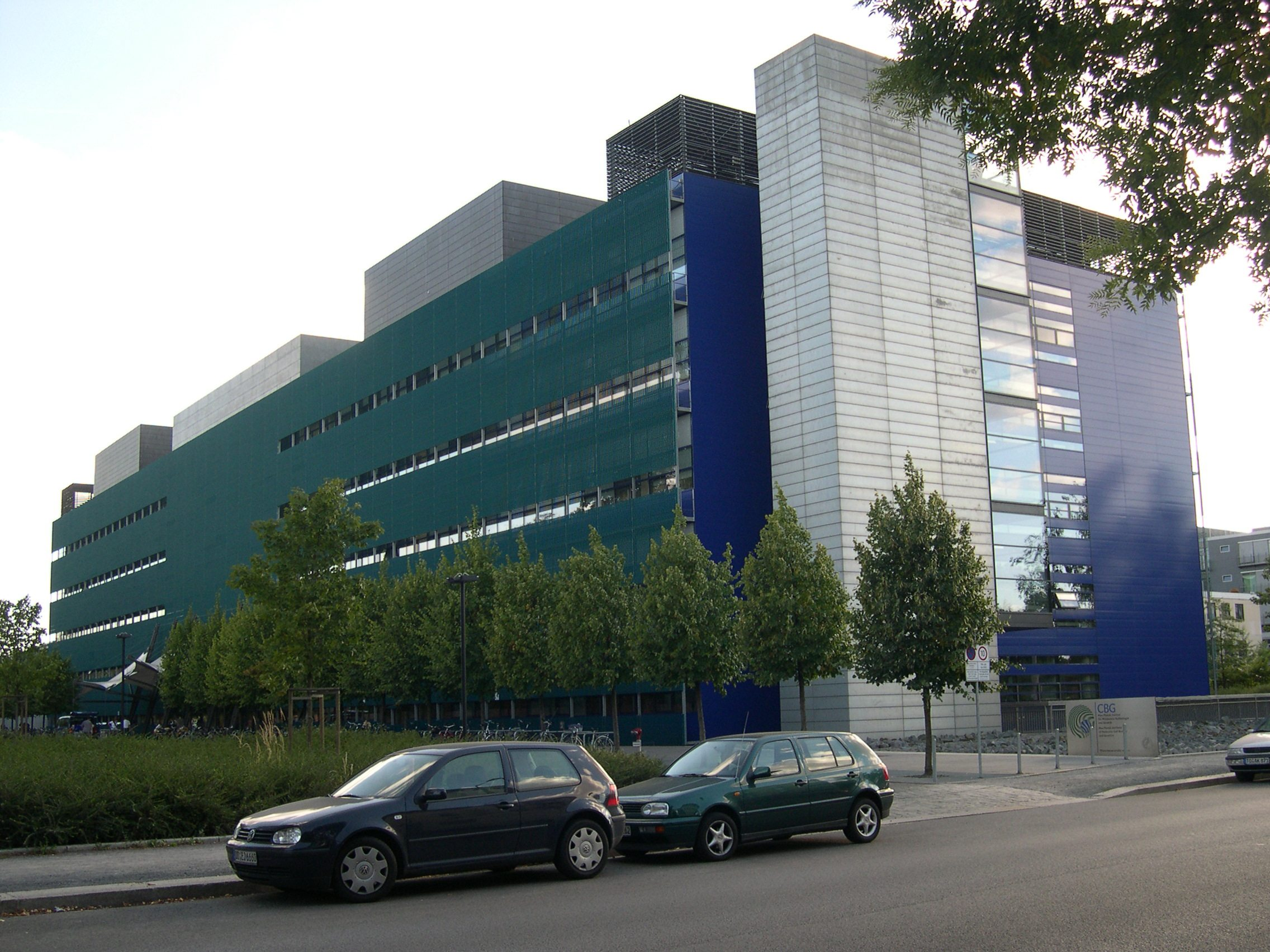
Max-Planck-Institut für molekulare Zellbiologie und Genetik Dresden

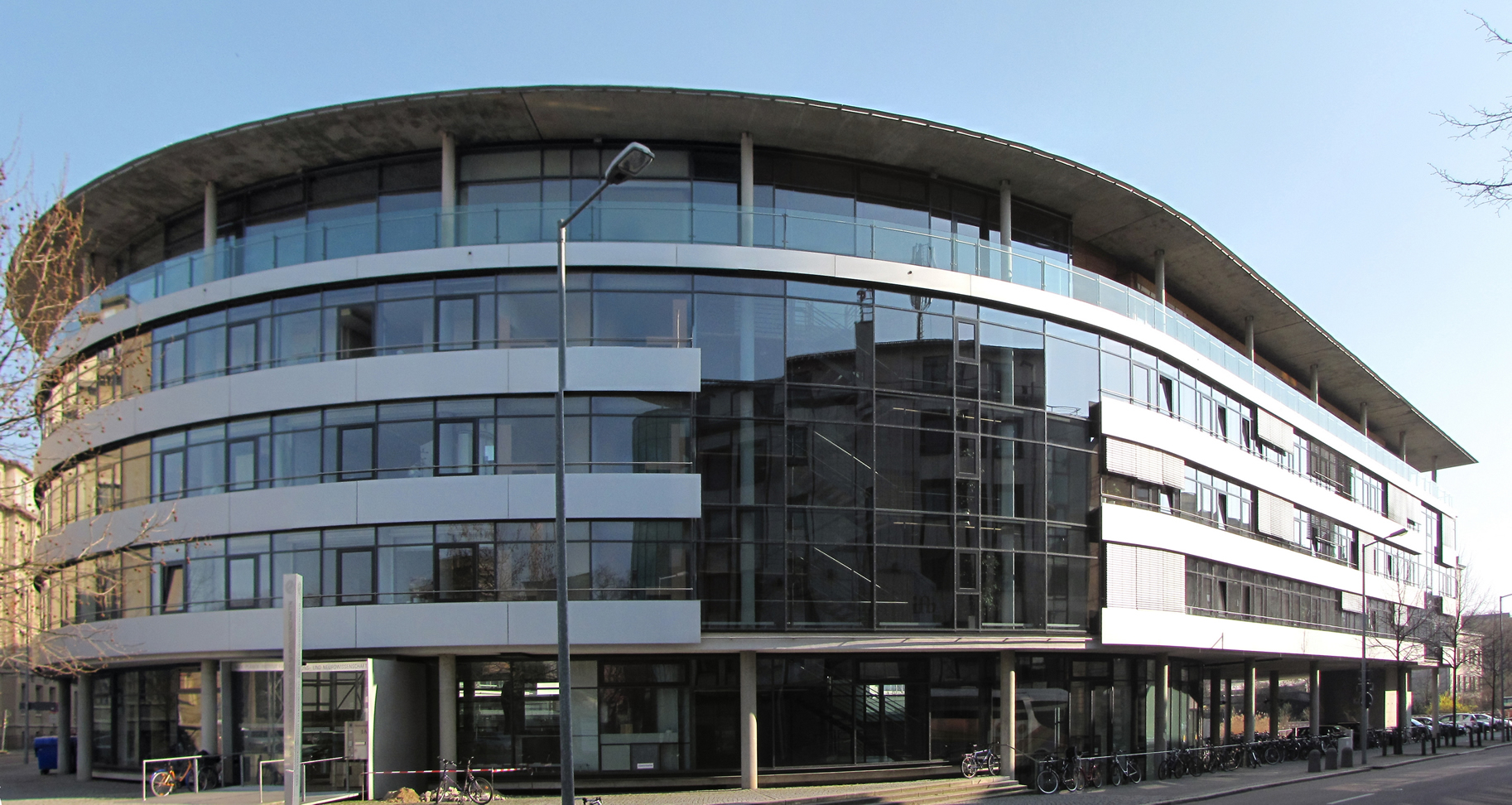
Max-Planck-Institut für Kognitions- und Neurowissenschaften Leipzig

In Sachsen sind sechs größere außeruniversitäre Forschungseinrichtungen ansässig, die sich mit gesundheitsrelevanten Themen beschäftigen, jeweils drei in Dresden und Leipzig:
- Deutsches Zentrum für Neurodegenerative Erkrankungen Bonn (DZNE, Standort Dresden) erforscht, wie sich Alterungsprozesse im Gehirn vermeiden lassen
- Helmholtz-Zentrum Dresden-Rossendorf (HZDR) mit Außenstelle in Leipzig befasst sich mit drei Themenkomplexen: radioaktive Arzneimittel für die Diagnose von Krebs und für neue Therapien, neue Verfahren zur Bildgebung in der Onkologie und Teilchenbeschleunigung mit neuartigen Laser-Technologien für die Strahlentherapie
- Helmholtz-Zentrum für Umweltforschung (UFZ) in Leipzig arbeitet in der Expositionsforschung, der Epidemiologie, der Umweltimmunologie, der Zelltoxikologie und der Proteomik
- Fraunhofer-Institut für Zelltherapie und Immunologie (IZI) in Leipzig, der Fokus des Instituts liegt in der Erforschung und Entwicklung innovativer diagnostischer und therapeutischer Verfahren zur Behandlung degenerativer Erkrankungen
- Max-Planck-Institut für molekulare Zellbiologie und Genetik (MPI CBG) in Dresden befasst sich unter anderem mit den Themen: Mechanismen der Zellorganisation, Zellkommunikation, Differenzierung verschiedener Zelltypen und deren Verbindung zu komplexen Geweben und Organismen
- Max-Planck-Institut für Kognitions- und Neurowissenschaften (MPI CBS) in Leipzig, das sich der Erforschung kognitiver Fähigkeiten und Eigenschaften des Menschen und den zugrundeliegenden neurophysiologischen Prozessen widmet.

Zusätzlich zu den außeruniversitären Einrichtungen gibt es noch mehrere Forschungsprojekte an den Universitäten Sachsens:
Projekte der Universität Leipzig sind:
- das Großforschungsprojekt „LIFE“ (Leipziger Forschungszentrum für Zivilisationserkrankungen)[15]
- „Integriertes Forschungs- und Behandlungszentrum für Adipositas-Erkrankungen“[16]
- „Molekulare und zelluläre Kommunikation“ zur Entwicklung neuartiger Therapeutika oder Diagnostika
- „Gehirn, Kognition und Sprache“ zur Untersuchung höherer geistiger Funktionen
- „Veränderte Umwelt und Krankheit“ zur Zusammenhangsuntersuchung[17]

Zu den bedeutenden medizinischen Forschungsprojekten der Universität Dresden, die 2012 als Exzellenz-Universität auserwählt wurde, gehören:
- Mechanismen der Zelldegeneration und Zellregeneration als Grundlage diagnostischer und therapeutischer Strategien
- Diagnose und Therapie bei bösartigen Tumor-Erkrankungen
- Public Health / Versorgungsforschung[19]

## Ausbildung
Die beiden größten Ausbildungsstätten sind die Universitätskliniken Leipzig und Dresden (insgesamt etwa 800 Absolventen pro Jahr Medizin und Zahnmedizin). Ein Schwerpunkt der Dresden International University ist Medizin. In der Fachhochschule Zwickau wird Gesundheits- und Pflegewirtschaft gelehrt. An der Hochschule Zittau/Görlitz wird sowohl Management im Gesundheitswesen als auch Pflege als Studium angeboten. 
Außerdem gibt es Ausbildungsstätten zu den Themen Medizin und Gesundheit in Annaberg-Buchholz, Aue, Bad Elster, Borna, Chemnitz, Dippoldiswalde, Döbeln, Dresden, Görlitz, Großenhain, Großröhrsdorf, Hoyerswerda, Kamenz, Leipzig, Lichtenstein, Meißen, Neustadt in Sachsen, Niesky, Oelsnitz/Erzgebirge, Pirna, Plauen, Reichenbach im Vogtland, Thalheim/Erzgebirge, Torgau, Werdau, Zittau und Zwickau, wobei die Medizinische Berufsfachschule in Leipzig durch ihre Größe und die Fächervielfalt heraussticht.